# Final da Copa do Mundo de Ginástica Artística de 1998
A nona Final da Copa do Mundo de Ginástica Artística foi realizada na cidade de Sabae, no Japão, em 1998 e contou, pela primeira vez, com as provas individuais por aparelhos femininos e masculinos, excluindo as disputas do concurso geral. Esta também fora a primeira edição após a dissolução da União Soviética, primeira colocada em todas as anteriores.

## Eventos
- Solo masculino
- Barra fixa
- Barras paralelas
- Cavalo com alças
- Argolas
- Salto sobre a mesa masculino
- Trave
- Solo feminino
- Barras assimétricas
- Salto sobre a mesa feminino

## Medalhistas
| Evento              | Ouro                                                     | Prata                  | Bronze                 |
| ------------------- | -------------------------------------------------------- | ---------------------- | ---------------------- |
| Masculino           |                                                          |                        |                        |
| Solo                | CHN Li Xiaopeng                                          | RUS Alexei Nemov       | JPN Isao Yoneda        |
| Cavalo com alças    | FRA Eric Poujade ROU Marius Urzica CHN Zhang Jingjin     | nenhum                 | nenhum                 |
| Argolas             | HUN Szilveszter Csollany                                 | BLR Ivan Ivankov       | JPN Shigeru Kurihara   |
| Salto sobre a mesa  | RUS Alexei Nemov                                         | RUS Alexei Bondarenko  | KAZ Sergey Fedorchenko |
| Barras paralelas    | KAZ Alexei Dimitrienko CHN Li Xiaopeng CHN Zhang Jingjin | nenhum                 | nenhum                 |
| Barra fixa          | BLR Ivan Ivankov                                         | KAZ Sergey Fedorchenko | HUN Zoltan Supola      |
| Feminino            |                                                          |                        |                        |
| Salto sobre a mesa  | ROU Simona Amanar                                        | ROU Gina Gogean        | CHN Kui Yuanyuan       |
| Barras assimétricas | CHN Bi Wenjing                                           | RUS Svetlana Khorkina  | CHN Liu Xuan           |
| Trave               | CHN Lu Xuan                                              | CHN Kui Yuanyuan       | ROU Gina Gogean        |
| Solo                | ROU Simona Amanar                                        | ROU Gina Gogean        | BLR Alena Polozkova    |

## Quadro de medalhas
| Ordem | País         | Medalha de ouro | Medalha de prata | Medalha de bronze | Total |
| ----- | ------------ | --------------- | ---------------- | ----------------- | ----- |
| 1     | China        | 6               | 1                | 2                 | 9     |
| 2     | Roménia      | 3               | 2                | 1                 | 6     |
| 3     | Rússia       | 1               | 3                |                   | 4     |
| 4     | Cazaquistão  | 1               | 1                | 1                 | 3     |
| 4     | Bielorrússia | 1               | 1                | 1                 | 3     |
| 6     | Hungria      | 1               |                  | 1                 | 2     |
| 7     | França       | 1               |                  |                   | 1     |
| 8     | Japão        |                 |                  | 2                 | 2     |
| TOTAL | TOTAL        | 14              | 8                | 8                 | 30    |